# Tamnokapi tinamu
Crnokapi tinamu (lat. Crypturellus atrocapillus) je vrsta ptice iz roda Crypturellus iz porodice tinamuovki. 
Živi u vlažnim nizinskim šumama u tropskim i subtropskim regijama koje se nalaze na nadmorskoj visini sve do 900 metara. Udomaćen je u jugoistočnom Peruu i sjevernoj Boliviji.

## Taksonomija
Crnokukmasti tinamu ima dvije podvrste. To su:
- C. atrocapillus atrocapillus, nominativna podvrsta, živi u nizinama jugoistočnog Perua.
- C. atrocapillus garleppi živi u nizinama sjeverne Bolivije

## Opis
Dug je oko 28-30 centimetara. Gornji dijelovi su smeđi, išarani crnkastim pjegama. Grlo i vrat su riđi, prsa su tamno-siva, a donji dijelovi su cimetasti do gole kože. Kukma je crna, a noge su tamno ili svijetlo crvene.
Hrani se plodovima s tla ili niskih grmova. Također se hrani i malom količinom manjih beskralježnjaka i biljnih dijelova. Mužjak inkubira jaja koja mogu biti od čak četiri različite ženke. Inkubacija obično traje 2-3 tjedna. 